# Instytut Lecha Wałęsy

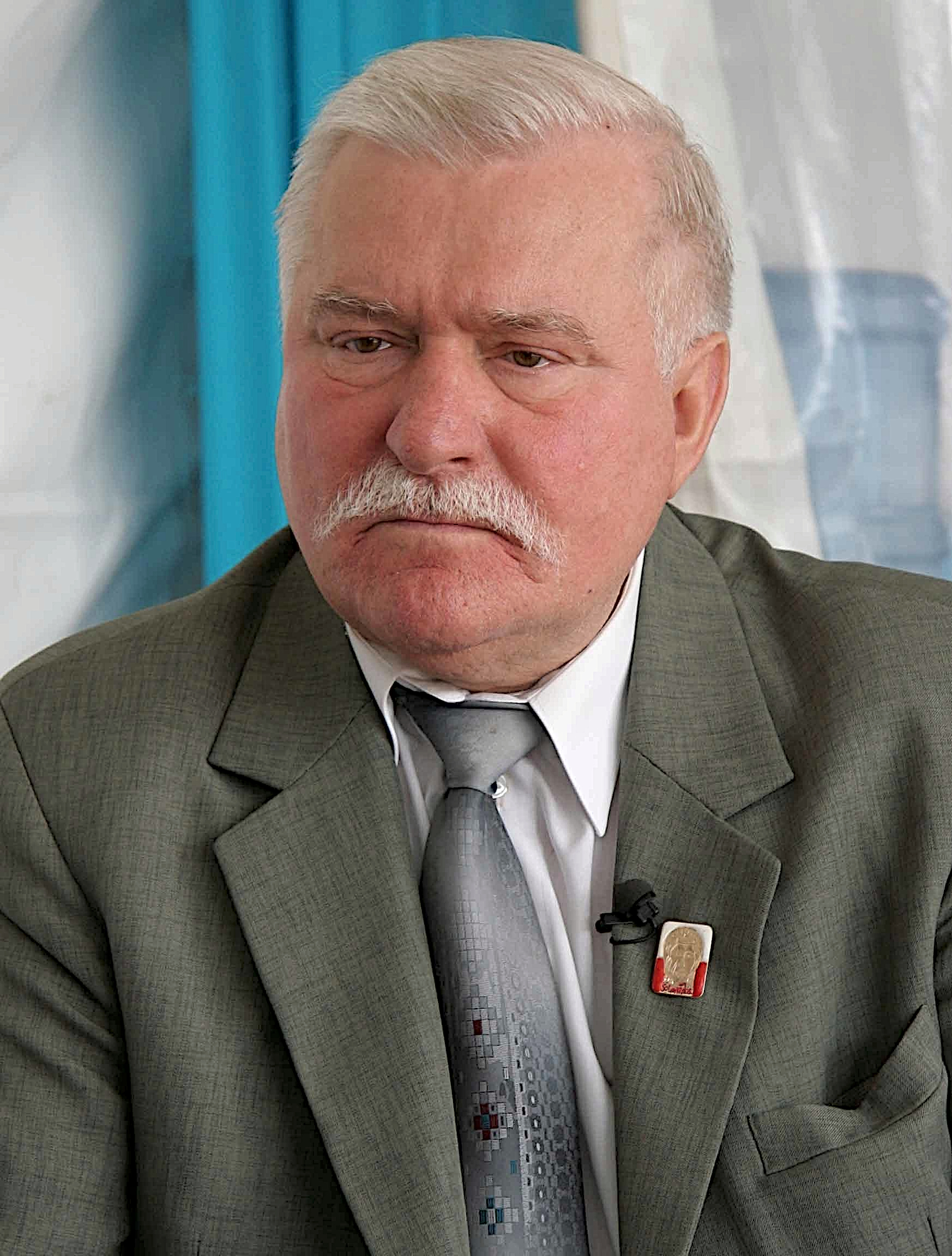
Założyciel instytutu, prezydent Lech Wałęsa

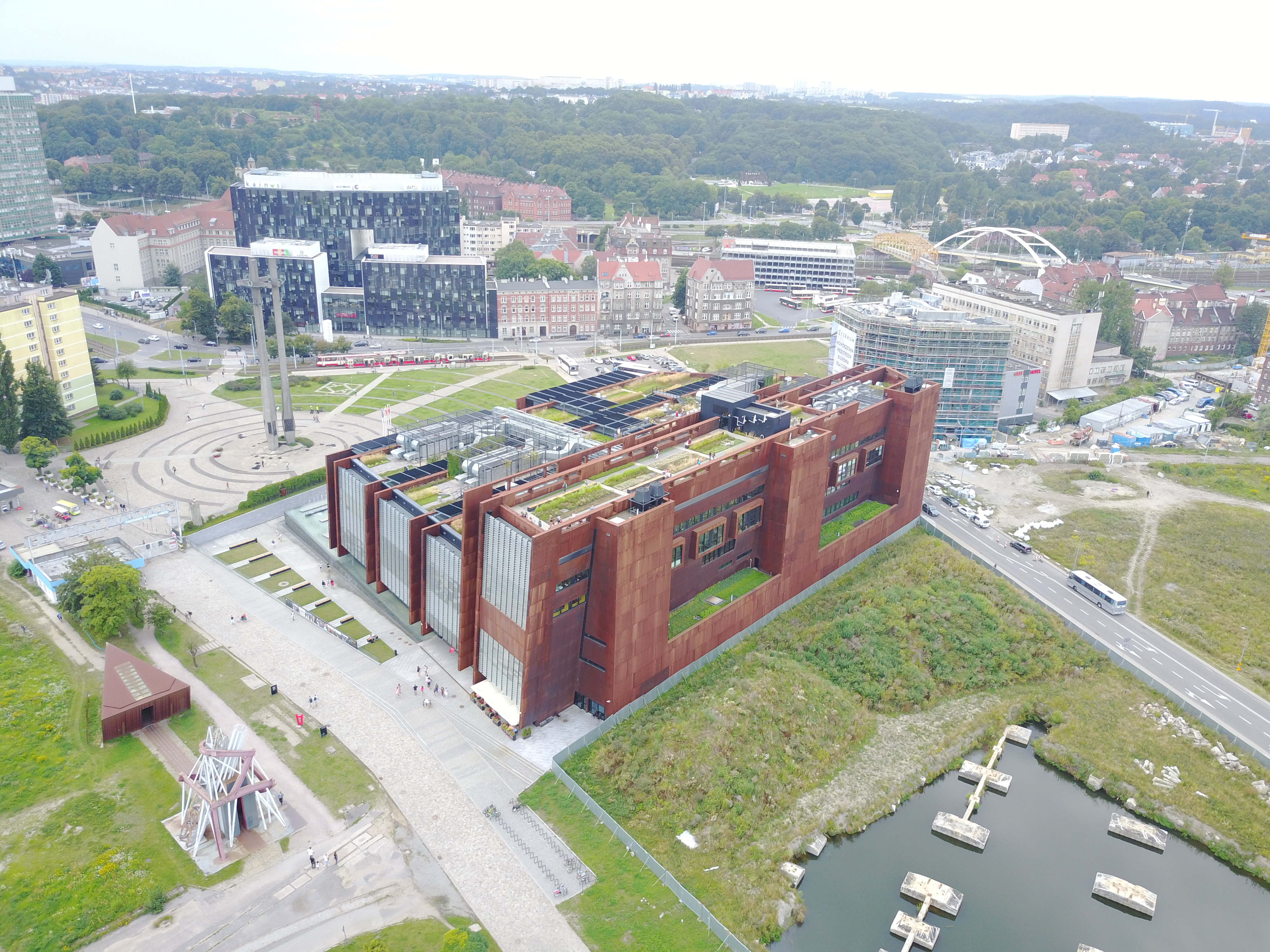
Obecna siedziba Instytutu Lecha Wałęsy w Europejskim Centrum Solidarności w Gdańsku

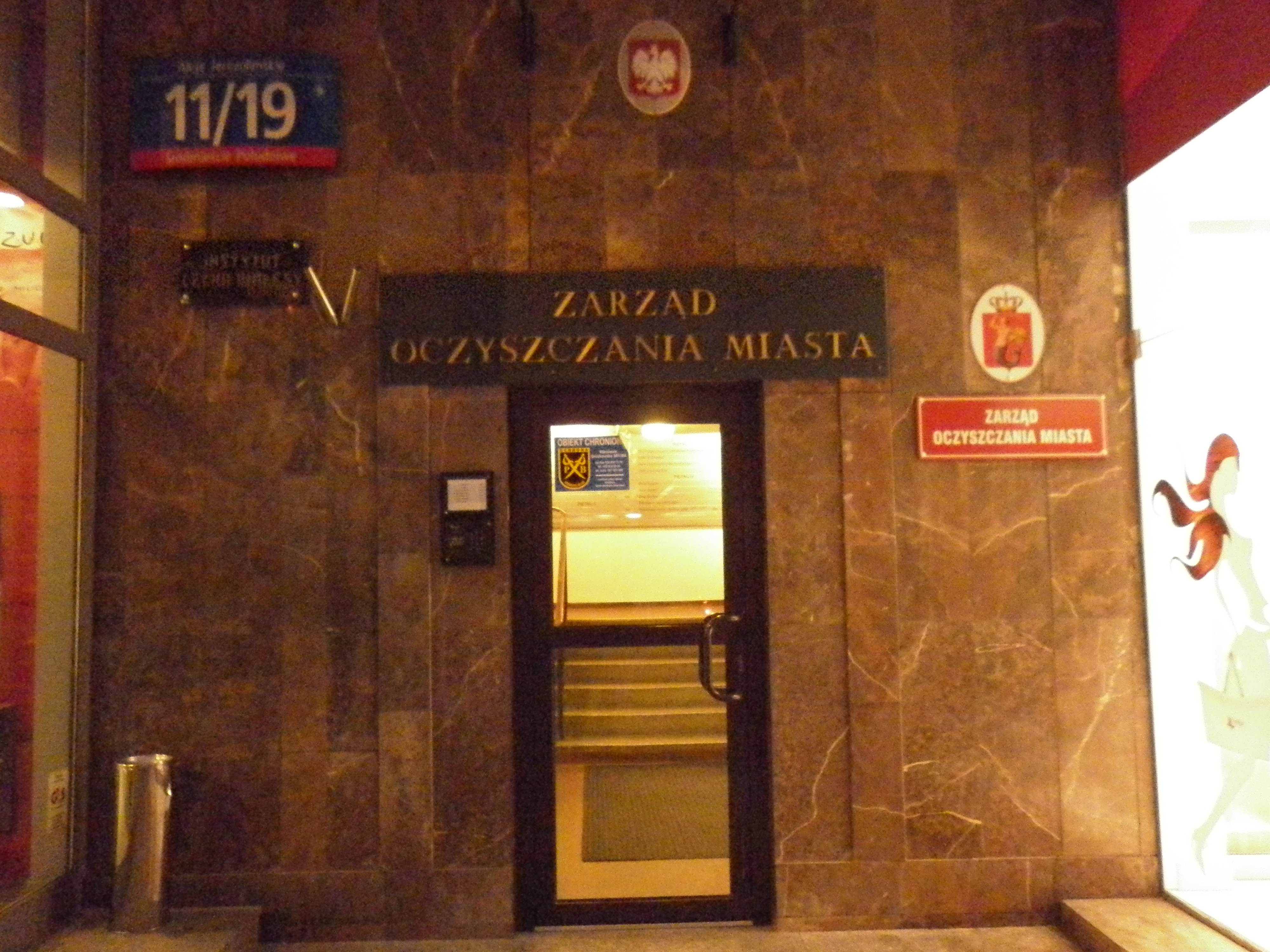
Wejście do byłej siedziby Instytutu Lecha Wałęsy w Alejach Jerozolimskich 11/19 w Warszawie

Fundacja „Instytut Lecha Wałęsy” – polska organizacja pozarządowa, założona w 1995 przez laureata Pokojowej Nagrody Nobla i byłego Prezydenta RP Lecha Wałęsę.

## Historia
Siedziba Fundacji została otwarta 22 grudnia 1995, w dniu zakończenia prezydentury Lecha Wałęsy, zaś sądowa rejestracja nastąpiła 2 lutego 1996.
Instytut Lecha Wałęsy wchodził w skład Akcji Wyborczej Solidarność, a następnie był bazą do tworzenia partii Lecha Wałęsy pod nazwą Chrześcijańska Demokracja III Rzeczypospolitej Polskiej.

## Władze Instytutu

### Prezesi
1. Bogdan Wałęsa (od 2023)[2][3]
2. Adam Domiński (2017–2023)[4][5][6][7]
3. Jerzy Stępień (2016–2017)[8]
4. Mieczysław Wachowski (2014–2016)[9][10]
5. Piotr Gulczyński[11] (2000–2014)[12]
6. Marek Gumowski (1995–2000)[13][14]

### Zastępcy Prezesa
1. Jolanta Fierek (w 2019)[15][16]
2. Marek Karpiński (1995–2005)[17]

### Członek Zarządu
1. Marek Kaczmar (w 2019)[18]

### Dyrektorzy Biura
1. Marek Kaczmar (w 2021)[19]
2. Jolanta Fierek (2019–2020)[20]

### Przewodniczący Rady
1. Arkadiusz Rozpędowski (od 2017)[21][22]
2. Wojciech Mądrzycki (2015–2017)[23][24]
3. Zbigniew Klejment (?–2015)[25][26][27]
4. Stanisław Iwanicki (1995–?)[28]

## Działalność
Do zadań Fundacji należy m.in. prowadzenie badań historycznych na temat roli Lecha Wałęsy w ruchu Solidarności oraz transformacji Polski, edukacja młodzieży w zakresie demokracji, pokoju, roli Lecha Wałęsy oraz historii polskiej transformacji, promocja Polski, demokracji i polskiego doświadczenia transformacji na świecie oraz ochrona środowiska i działania na rzecz popularyzacji nowoczesnych rozwiązań proekologicznych w imię idei Solidarności XXI wieku autorstwa Lecha Wałęsy.
W 2013 Instytut Lecha Wałęsy był współorganizatorem 13. Szczytu Laureatów Pokojowej Nagrody Nobla w Warszawie, w którym udział wzięli XIV Dalajlama, Frederik Willem de Klerk, Szirin Ebadi, Mairead Corrigan, Elisabeth Williams oraz przedstawiciele organizacji – ONZ, Unii Europejskiej, Międzyrządowego Zespołu ds. Zmian Klimatu, Lekarzy przeciw Wojnie Nuklearnej, Ruchu Pugwash i Amnesty International. Wręczoną w czasie szczytu nagrodę Peace Summit Award otrzymała Sharon Stone („za działalność na rzecz osób chorych na HIV/AIDS”), zaś Peace Summit Medal for Social Activism otrzymał Jerzy Owsiak („w uznaniu dla długoletniej działalności społecznej, a także pomocy w rozwoju polskiej medycyny”).
Wśród przedsięwzięć realizowanych przez Instytut w przeszłości znajdowały się programy Solidarni z Kubą (portal informacyjny oraz program wymian dla kubańskich obrońców wolności obywatelskich i praw człowieka), Solidarity Shorts (konkurs dla młodych twórców filmowych).
Instytut jest także współorganizatorem przyznawanej przez MSZ RP Nagrody Solidarności im. Lecha Wałęsy.
W 2019 Instytut Lecha Wałęsy był partnerem wydania wywiadu-rzeki z Lechem Wałęsą i Leszkiem Balcerowiczem z okazji 30-lecia przemian demokratycznych w Polsce Lech, Leszek. Wygrać wolność. W tym samym roku, Instytut jako jedna z czterech organizacji z Polski otrzymał dotację w programie UE Europa dla Obywateli. 29 września 2019 ILW zorganizował w Europejskim Centrum Solidarności w Gdańsku konferencję Solidarność XXI wieku: Solidarność klimatyczna poświęconą problematyce zmiany klimatu.
Fundacja „Instytut Lecha Wałęsy” została wybrana, w ramach konkursu, przez Ministerstwo Spraw Zagranicznych do prowadzenia Regionalnego Ośrodka Debaty Międzynarodowej na lata 2025–2026.
Do bieżących projektów Instytutu należą m.in. program Bohaterowie wolnej Polski (cykl spotkań edukacyjnych w szkołach średnich), Olimpiada Wiedzy o Laureatach Pokojowej Nagrody Nobla oraz akcja #BohaterNarodowy (ochrona dobrego imienia Lecha Wałęsy).